# Czarna Woda (stacja kolejowa)
Czarna Woda – stacja kolejowa w Czarnej Wodzie, w województwie pomorskim, w Polsce.

## Ruch pasażerski
| Rok  | Wymiana pasażerska na dobę |
| ---- | -------------------------- |
| 2017 | 200-299                    |
| 2022 | 200-299                    |